# Gimetro
Il gimetro (il termine deriva probabilmente dalla lettera g che era utilizzata per definire l'angolo tra la nave ed il vettore del bersaglio oppure deriva dalla parola francese gisement, brandeggio) è un apparecchio elettro-meccanico per la misurazione della velocità di rotazione della visuale nave-bersaglio. Permetteva la misura di “g“ che era il nome dato al parametro della “velocità di variazione del brandeggio delle armi proprie”. Continui input ricevuti dal dall’A.P.G. (Apparecchio di Punteria Generale) della variazione del puntamento del bersaglio nel tempo venivano valutati rispetto ad un vettore relativamente fisso mantenuto da un sistema giroscopico. Il gimetro rimase una peculiarità dei sistemi di controllo del tiro della Regia Marina che fu l'unica ad utilizzarlo operativamente, poiché un sistema analogo sviluppato nel 1926 dalla Barr & Stroud britannica non fu mai adottato da altre marine militari.

## Storia
Negli anni precedenti al primo conflitto mondiale la rilevazione continua dell'angolo g tra la nave ed il bersaglio non era considerata una priorità nella Regia Marina il tenente di vascello Vincenzo De Feo si rese conto che la possibilità di avere un riferimento inerziale che permettesse di calcolare tale angolo, senza l'influenza dei moti della nave, con continuità avrebbe permesso una soluzione al problema cinematico del tiro navale ipotizzando uno strumento dotato di tre giroscopi. Nel 1914 costruì in proprio un prototipo di tale strumento che chiamò gimetro: un giroscopio montato su di un supporto cardanico, dotato di tre gradi di libertà collegato ad un'ottica di mira. Gli iniziali contatti presi con la ditta Galileo furono interrotti dall'inizio della guerra.
Dopo la guerra, De Feo riprese il lavoro,  per la realizzazione del gimetro utilizzando, dietro suggerimento del comandante Falangola, un giroscopio del controllo della rotta di un siluro, recuperato dall'Arsenale di La Spezia, a cui fu collegato un traguardo ottico. Non soddisfatto dei risultati, tornò a valutare l'utilizzo di tre giroscopi, continuando gli esperimenti con una girobussola prelevata da un sommergibile ex-tedesco.
La soluzione del problema cinematico del tiro navale adottata dalla Regia marina richiedeva ora una maggiore precisione dei dati inseriti rispetto a quella delle artiglierie navali anteguerra ed anche di quella adottata dalle marine britannica e statunitense contemporanee.  L'ammiraglio Iachino, consigliato da De Feo, decise di adottare tale sistema che prevedeva, per la definizione del vettore di rilevamento del bersaglio di uno strumento giroscopico detto gimetro che venne adottato dallo stato maggiore della marina Il 18 novembre 1922.Prese accordi con la Galileo e nel 1922 nacque il primo prototipo del gimetro, che però si rivelò inaffidabile.
Tra il 1925 ed il 1927 il tenente di vascello Ettore Bussei si dedicò al miglioramento dell'apparecchio, soprattutto al problema di mantenere costante la precisione nel tempo.
Dato che lo sviluppo da parte di Galileo del gimetro e della nuova centrale di tiro era in ritardo , come soluzione tampone per le navi della classe Trento furono dotati di gimetri Brown della ditta britannica Barr & Stroud, installati nella torretta di controllo del tiro di prua.  
In seguito, dal 1928, raggiunta l'affidabilità richiesta, il gimetro Bussei-Galileo venne adontato sulle tutte unità maggiori in costruzione ed in riallestimento in un locale separato ma adiacente alla centrale di tiro, mentre sul naviglio minore (esploratori e cacciatorpediniere) era integrato con la centrale di tiro.

## Descrizione
Era formato da tre giroscopi, ciascuno con due gradi di libertà, montati su di una ruota distanziati di un angolo di 120° e rotanti ad una velocità di  20 000 giri/minuto. Il modello della Brown, invece utilizzava un solo giroscopio. La ruota di sostegno era a sua volta libera di ruotare sul proprio asse con il minimo attrito fornito da una sospensione dell'asse su di un getto d'olio. Il sistema era contenuto in involucro stagno e l'osservazione avveniva attraverso un'ottica binoculare montata sulla parte superiore dell'involucro. Si tratta di una girobussola ad elevato periodo di oscillazione (5 ore) in grado di mantenere l'orientamento azimutale con un errore di 3' al minuto che permetteva di valutare la rotazione della linea di mira rispetto ad un riferimento inerziale.
Sulle navi della classe Vittorio Veneto, unitamente all'ultima versione della centrale di tiro Regia Marina, venne installato il gimetro asservito, cioè dotato di un sistema opto-meccanico di smorzamento delle oscillazioni della linea di mira per agevolare il lavoro di inseguimento del bersaglio da parte dell'ufficiale di tiro.